# TTV VETA Velden
TTV VETA Velden (voluit TafelTennisVereniging VETA Velden) is de tafeltennisvereniging van SV Velden uit Velden.

## Oprichting
In het voorjaar van 1978 stond er een oproep voor het oprichten van een tafeltennisvereniging in het plaatselijk nieuwsblad. Iedereen die belangstelling had kon naar het café komen, uiteindelijk werd de club opgericht door Joep Rheiter. Animo was er voldoende voor het oprichten van de vereniging. De naam werd TTV VETA Velden (TafelTennisVereniging Velden Tafeltennis).